# 菲斯帕河
46°18′08″N 7°52′11″E / 46.30224°N 7.86980°E

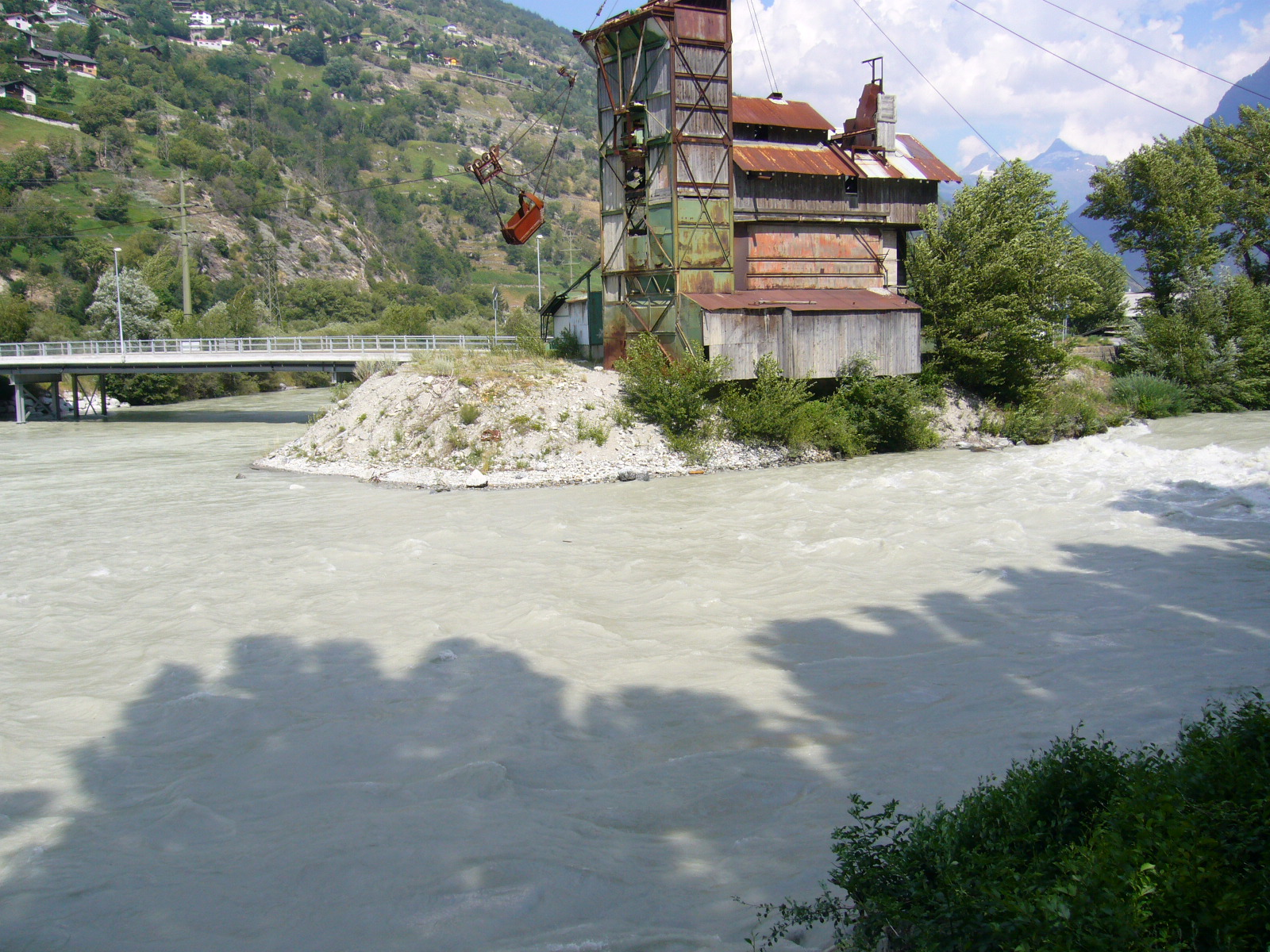

菲斯帕河（德語：Vispa）是瑞士的河流，位於該國西南部，流經瓦萊州，屬於羅訥河的支流，河道全長8.4公里，流域面積796平方公里，發源自施塔爾登，河口處在菲斯普。